# Castello della Solicchiata
Il castello della Solicchiata venne costruito a pochi chilometri fuori dall'abitato della città di Adrano intorno al 1875 per volere del barone Spitaleri che intendeva costruire nella contrada Solicchiata un edificio adibito a uso rurale. Divenne un'importante industria per la produzione del vino, il cosiddetto "Vino della Solicchiata".
L'architettura si rifà allo stile medioevale, il castello è costruito in pietra lavica, circondato da un fossato e accessibile tramite un ponte levatoio.